# Lista bezzałogowych lotów kosmicznych do Międzynarodowej Stacji Kosmicznej
Poniższa tabela zawiera chronologiczną listę lotów bezzałogowych statków kosmicznych do Międzynarodowej Stacji Kosmicznej.
Wszystkie daty podane są według czasu uniwersalnego (UTC).
|     | Pojazd kosmiczny                       | Misja                                                     | Rakieta nośna    | Start                          | Połączenie z ISS                                                                                                  | Odłączenie od ISS                                                                                                 | Czas dokowania | Deorbitacja |
| --- | -------------------------------------- | --------------------------------------------------------- | ---------------- | ------------------------------ | --- | --- | --- | --- |
| 1   | Zaria                                  | Moduł ładunkowy                                           | Proton-K         | 20 listopada 1998, 06:40       | Pierwszy moduł ISS                                                                                                | | | |
| 2   | Zwiezda                                | Moduł serwisowy                                           | Proton-K         | 12 lipca 2000, 04:56           | 26 lipca 2000, 00:44                                                                                              | | | |
| 3   | Progress M1-3 - ISS-1P                 | Zaopatrzenie                                              | Sojuz-U          | 6 sierpnia 2000, 18:26         | 8 sierpnia 2000, 20:12                                                                                            | 1 listopada 2000, 04:04                                                                                           | 84 dni, 7 h, 51 min                                                                                               | 1 listopada 2000                                                                                                  |
| 4   | Progress M1-4 - ISS-2P                 | Zaopatrzenie                                              | Sojuz-U          | 16 listopada 2000, 01:32       | 18 listopada 2000, 03:47                                                                                          | 8 lutego 2001, 11:26                                                                                              | 82 dni, 7 h, 39 min                                                                                               | 8 lutego 2001 |
| 5   | Progress M-44 - ISS-3P                 | Zaopatrzenie                                              | Sojuz-U          | 26 lutego 2001, 08:09          | 28 lutego 2001, 09:50                                                                                             | 16 kwietnia 2001, 08:48                                                                                           | 46 dni, 22 h, 58 min                                                                                              | 16 kwietnia 2001                                                                                                  |
| 6   | Progress M1-6 - ISS-4P                 | Zaopatrzenie                                              | Sojuz-FG         | 20 maja 2001, 22:32            | 23 maja 2001, 00:24                                                                                               | 22 sierpnia 2001, 06:02                                                                                           | 91 dni, 5 h, 38 min                                                                                               | 22 sierpnia 2001                                                                                                  |
| 7   | Progress M-45 - ISS-5P                 | Zaopatrzenie                                              | Sojuz-U          | 21 sierpnia 2001, 09:24        | 23 sierpnia 2001, 09:51                                                                                           | 22 listopada 2001, 16:12                                                                                          | 91 dni, 6 h, 21 min                                                                                               | 22 listopada 2001                                                                                                 |
| 8   | Progress M-SO1                         | Dostarczenie śluzy Pirs do operacji EVA                   | Sojuz-U          | 14 września 2001, 23:35        | 17 września 2001, 01:05                                                                                           | 26 września 2001, 15:36                                                                                           | 9 dni, 14 h, 31 min                                                                                               | 26 września 2001                                                                                                  |
| 9   | Progress M1-7 - ISS-6P                 | Zaopatrzenie                                              | Sojuz-FG         | 26 listopada 2001, 18:24       | 28 listopada 2001, 19:43                                                                                          | 19 marca 2002, 17:43                                                                                              | 110 dni, 22 h | 20 marca 2002 |
| 10  | Progress M1-8 - ISS-7P                 | Zaopatrzenie                                              | Sojuz-U          | 21 marca 2002, 20:13           | 24 marca 2002, 20:57                                                                                              | 25 czerwca 2002, 08:26                                                                                            | 92 dni, 11 h, 29 min                                                                                              | 25 czerwca 2002                                                                                                   |
| 11  | Progress M-46 - ISS-8P                 | Zaopatrzenie                                              | Sojuz-U          | 26 czerwca 2002, 05:36         | 29 czerwca 2002, 06:23                                                                                            | 24 września 2002, 13:59                                                                                           | 87 dni, 7 h, 36 min                                                                                               | 14 października 2002                                                                                              |
| 12  | Progress M1-9 - ISS-9P                 | Zaopatrzenie                                              | Sojuz-FG         | 25 września 2002, 16:58        | 29 września 2002, 17:00                                                                                           | 1 lutego 2003, 16:00                                                                                              | 124 dni, 23 h | 1 lutego 2003 |
| 13  | Progress M-47 - ISS-10P                | Zaopatrzenie                                              | Sojuz-U          | 2 lutego 2003, 12:59           | 4 lutego 2003, 14:49                                                                                              | 28 sierpnia 2003, 22:48                                                                                           | 205 dni, 7 h, 59 min                                                                                              | 28 sierpnia 2003                                                                                                  |
| 14  | Progress M1-10 - ISS-11P               | Zaopatrzenie                                              | Sojuz-U          | 8 czerwca 2003, 10:34          | 11 czerwca 2003, 11:15                                                                                            | 4 września 2003, 19:41                                                                                            | 85 dni, 8 h, 26 min                                                                                               | 3 października 2003                                                                                               |
| 15  | Progress M-48 - ISS-12P                | Zaopatrzenie                                              | Sojuz-U          | 29 sierpnia 2003, 01:48        | 31 sierpnia 2003, 03:40                                                                                           | 28 stycznia 2004, 08:35                                                                                           | 150 dni, 4 h, 55 min                                                                                              | 28 stycznia 2004                                                                                                  |
| 16  | Progress M1-11 - ISS-13P               | Zaopatrzenie                                              | Sojuz-U          | 29 stycznia 2004, 11:58        | 31 stycznia 2004, 13:13                                                                                           | 24 maja 2004, 09:19                                                                                               | 113 dni, 20 h, 6 min                                                                                              | 3 czerwca 2004 |
| 17  | Progress M-49 - ISS-14P                | Zaopatrzenie                                              | Sojuz-U          | 25 maja 2004, 12:34            | 27 maja 2004, 13:54                                                                                               | 30 lipca 2004, 06:05                                                                                              | 63 dni, 16 h, 11 min                                                                                              | 30 lipca 2004 |
| 18  | Progress M-50 - ISS-15P                | Zaopatrzenie                                              | Sojuz-U          | 11 sierpnia 2004, 05:03        | 14 sierpnia 2004, 05:03                                                                                           | 22 grudnia 2004, 18:37                                                                                            | 130 dni, 13 h, 34 min                                                                                             | 22 grudnia 2004                                                                                                   |
| 19  | Progress M-51 - ISS-16P                | Zaopatrzenie                                              | Sojuz-U          | 23 grudnia 2004, 22:19         | 25 grudnia 2004, 23:58                                                                                            | 27 lutego 2005, 16:06                                                                                             | 63 dni, 16 h, 9 min                                                                                               | 9 marca 2005 |
| 20  | Progress M-52 - ISS-17P                | Zaopatrzenie                                              | Sojuz-U          | 28 lutego 2005, 19:09          | 2 marca 2005, 19:10                                                                                               | 16 czerwca 2005, 20:15                                                                                            | 106 dni, 1 h, 5 min                                                                                               | 16 czerwca 2005                                                                                                   |
| 21  | Progress M-53 - ISS-18P                | Zaopatrzenie                                              | Sojuz-U          | 16 czerwca 2005, 23:09         | 19 czerwca 2005, 00:45                                                                                            | 7 września 2005, 06:26                                                                                            | 80 dni, 5 h, 41 min                                                                                               | 7 września 2005                                                                                                   |
| 22  | Progress M-54 - ISS-19P                | Zaopatrzenie                                              | Sojuz-U          | 8 września 2005, 09:08         | 10 września 2005, 10:42                                                                                           | 3 marca 2006, 10:06                                                                                               | 173 dni, 23 h, 24 min                                                                                             | 3 marca 2006 |
| 23  | Progress M-55 - ISS-20P                | Zaopatrzenie                                              | Sojuz-U          | 21 grudnia 2005, 18:38         | 23 grudnia 2005, 19:46                                                                                            | 19 czerwca 2006, 14:06                                                                                            | 177 dni, 18 h, 20 min                                                                                             | 19 czerwca 2006, 17:06                                                                                            |
| 24  | Progress M-56 - ISS-21P                | Zaopatrzenie                                              | Sojuz-U          | 24 kwietnia 2006, 16:03        | 26 kwietnia 2006, 17:41                                                                                           | 19 września 2006, 00:28                                                                                           | 145 dni, 6 h, 47 min                                                                                              | 19 września 2006, 04:14                                                                                           |
| 25  | Progress M-57 - ISS-22P                | Zaopatrzenie                                              | Sojuz-U          | 24 czerwca 2006, 15:08         | 26 czerwca 2006, 16:24                                                                                            | 16 stycznia 2007, 23:29                                                                                           | 204 dni, 7 h, 5 min                                                                                               | 17 stycznia 2007, 02:29                                                                                           |
| 26  | Progress M-58 - ISS-23P                | Zaopatrzenie                                              | Sojuz-U          | 23 października 2006, 13:41    | 26 października 2006, 14:28                                                                                       | 27 marca 2007, 18:11                                                                                              | 152 dni, 3 h, 43 min                                                                                              | 27 marca 2007 |
| 27  | Progress M-59 - ISS-24P                | Zaopatrzenie                                              | Sojuz-U          | 18 stycznia 2007, 02:12        | 20 stycznia 2007, 02:58                                                                                           | 1 sierpnia 2007, 14:07                                                                                            | 193 dni, 11 h, 9 min                                                                                              | 1 sierpnia 2007                                                                                                   |
| 28  | Progress M-60 - ISS-25P                | Zaopatrzenie                                              | Sojuz-U          | 12 maja 2007, 03:25            | 15 maja 2007, 05:10                                                                                               | 19 września 2007, 0:37                                                                                            | 126 dni, 19 h, 27 min                                                                                             | 25 września 2007                                                                                                  |
| 29  | Progress M-61 - ISS-26P                | Zaopatrzenie                                              | Sojuz-U          | 2 sierpnia 2007, 17:34         | 5 sierpnia 2007, 18:40                                                                                            | 22 grudnia 2007, 04:00                                                                                            | 138 dni, 9 h, 20 min                                                                                              | 19 stycznia 2008                                                                                                  |
| 30  | Progress M-62 - ISS-27P                | Zaopatrzenie                                              | Sojuz-U          | 23 grudnia 2007, 7:12          | 26 grudnia 2007, 8:14                                                                                             | 4 lutego 2008, 10:30                                                                                              | 54 dni, 3 h, 18 min                                                                                               | 15 lutego 2008 |
| 31  | Progress M-63 - ISS-28P                | Zaopatrzenie                                              | Sojuz-U          | 5 lutego 2008, 13:02           | 7 lutego 2008, 14:30                                                                                              | 7 kwietnia 2008, 08:49                                                                                            | 59 dni, 18 h, 20 min                                                                                              | 7 kwietnia 2008                                                                                                   |
| 32  | ATV Jules Verne -ISS-ATV1              | Zaopatrzenie/Test                                         | Ariane 5 ES      | 9 marca 2008, 4:03             | 3 kwietnia 2008, 14:45                                                                                            | 5 września 2008, 21:29                                                                                            | 155 dni, 6 h, 44 min                                                                                              | 29 września 2008, 13:31                                                                                           |
| 33  | Progress M-64 - ISS-29P                | Zaopatrzenie                                              | Sojuz-U          | 14 maja 2008, 20:22            | 16 maja 2008, 21:39                                                                                               | 1 września 2008, 19:47                                                                                            | 107 dni, 22 h, 8 min                                                                                              | 8 września 2008                                                                                                   |
| 34  | Progress M-65 - ISS-30P                | Zaopatrzenie                                              | Sojuz-U          | 10 września 2008, 19:50        | 17 września 2008, 18:43                                                                                           | 14 listopada 2008, 16:19                                                                                          | 57 dni, 21 h, 56 min                                                                                              | 7 grudnia 2008 |
| 35  | Progress M-01M - ISS-31P               | Zaopatrzenie                                              | Sojuz-U          | 26 listopada 2008, 12:38       | 30 listopada 2008, 12:28                                                                                          | 6 lutego 2009, 04:10                                                                                              | 67 dni, 15 h, 42 min                                                                                              | 8 lutego 2009 |
| 36  | Progress M-66 - ISS-32P                | Zaopatrzenie                                              | Sojuz-U          | 10 lutego 2009, 05:49:46       | 13 lutego 2009, 07:18                                                                                             | 6 maja 2009, 15:17                                                                                                | 82 dni, 7 h, 59 min                                                                                               | 18 maja 2009 |
| 37  | Progress M-02M - ISS-33P               | Zaopatrzenie                                              | Sojuz-U          | 7 maja 2009, 18:37:09          | 12 maja 2009, 19:24:23                                                                                            | 30 czerwca 2009, 18:29:43                                                                                         | 53 dni, 23 h, 52 min                                                                                              | 13 lipca 2009 |
| 38  | Progress M-67 - ISS-34P                | Zaopatrzenie                                              | Sojuz-U          | 24 lipca 2009, 10:56:53        | 29 lipca 2009, 11:12                                                                                              | 21 września 2009, 7:25                                                                                            | 53 dni, 23 h, 52 min                                                                                              | 27 września 2009                                                                                                  |
| 39  | HTV-1 - ISS-HTV1                       | Zaopatrzenie/Test                                         | H-IIB            | 10 września 2009, 17:01:56     | 17 września 2009, 22:12                                                                                           | 30 października 2009, 15:18                                                                                       | 42 dni, 17 h, 6 min                                                                                               | 1 listopada 2009                                                                                                  |
| 40  | Progress M-03M - ISS-35P               | Zaopatrzenie                                              | Sojuz-U          | 15 października 2009, 01:14:37 | 18 października 2009, 01:40                                                                                       | 22 kwietnia 2010, 16:32                                                                                           | 186 dni, 14 h, 52 min                                                                                             | 27 kwietnia 2010                                                                                                  |
| 41  | Progress M-MIM2 -ISS-5R                | Dostarczenie śluzy Poisk                                  | Sojuz-U          | 10 listopada 2009 14:22:04     | 12 listopada 2009 15:44                                                                                           | 8 grudnia 2009 00:16                                                                                              | 25 dni, 8 h, 32 min                                                                                               | 8 grudnia 2009 |
| 42  | Progress M-04M – ISS-36P               | Zaopatrzenie                                              | Sojuz-U          | 3 lutego 2010, 03:45:31        | 5 lutego 2010, 04:26                                                                                              | 10 maja 2010, 11:16                                                                                               | 94 dni, 6 h, 50 min                                                                                               | 1 lipca 2010 |
| 43  | Progress M-05M – ISS-37P               | Zaopatrzenie                                              | Sojuz-U          | 28 kwietnia 2010, 17:15:09     | 1 maja 2010, 18:32                                                                                                | 25 października 2010, 14:22                                                                                       | 176 dni, 19 h, 50 min                                                                                             | 15 listopada 2010                                                                                                 |
| 44  | Progress M-06M – ISS-38P               | Zaopatrzenie                                              | Sojuz-U          | 30 czerwca 2010, 15:35:15      | 4 lipca 2010, 16:17                                                                                               | 31 sierpnia 2010, 11:21                                                                                           | 57 dni, 19 h, 4 min                                                                                               | 6 września 2010                                                                                                   |
| 45  | Progress M-07M – ISS-39P               | Zaopatrzenie                                              | Sojuz-U          | 10 września 2010, 10:22:58     | 12 września 2010, 11:57                                                                                           | 20 lutego 2011, 13:12                                                                                             | 161 dni, 1 h, 15 min                                                                                              | 20 lutego 2011 |
| 46  | Progress M-08M – ISS-40P               | Zaopatrzenie                                              | Sojuz-U          | 27 października 2010, 15:11:50 | 30 października 2010, 16:36                                                                                       | 24 stycznia 2011, 00:42                                                                                           | 85 dni, 8 h, 6 min                                                                                                | 24 stycznia 2011                                                                                                  |
| 47  | HTV-2 – ISS-HTV2                       | Zaopatrzenie                                              | H-IIB            | 22 stycznia 2011, 05:37:57     | 27 stycznia 2011, 14:51                                                                                           | 28 stycznia 2011, 13:43                                                                                           | 59 dni, 22 h, 52 min                                                                                              | 30 marca 2011 |
| 48  | Progress M-09M – ISS-41P               | Zaopatrzenie                                              | Sojuz-U          | 28 stycznia 2011, 01:31:39     | 30 stycznia 2011, 02:39                                                                                           | 22 kwietnia 2011, 11:41                                                                                           | 82 dni, 9 h, 2 min                                                                                                | 26 kwietnia 2011                                                                                                  |
| 49  | ATV Johannes Kepler – ISS-ATV2         | Zaopatrzenie                                              | Ariane 5 ES      | 16 lutego 2011, 21:50:55       | 24 lutego 2011, 15:59                                                                                             | 20 czerwca 2011, 14:46                                                                                            | 115 dni, 22 h, 47 min                                                                                             | 21 czerwca 2011                                                                                                   |
| 50  | Progress M-10M - ISS-42P               | Zaopatrzenie                                              | Sojuz-U          | 27 kwietnia 2011, 13:05:22     | 29 kwietnia 2011, 14:28                                                                                           | 29 października 2011, 09:04                                                                                       | 182 dni, 18 h, 36 min                                                                                             | 29 października 2011                                                                                              |
| 51  | Progress M-11M - ISS-43P               | Zaopatrzenie                                              | Sojuz-U          | 21 czerwca 2011, 14:38:15      | 23 czerwca 2011, 16:37                                                                                            | 23 sierpnia 2011, 09:37                                                                                           | 60 dni, 17 h, 0 min                                                                                               | 1 września 2011                                                                                                   |
| 52  | Progress M-12M - ISS-44P               | Zaopatrzenie                                              | Sojuz-U          | 24 sierpnia 2011, 13:00        | awaria rakiety, nie osiągnął orbity                                                                               | nie dotyczy | nie dotyczy | nie dotyczy |
| 53  | Progress M-13M - ISS-45P               | Zaopatrzenie                                              | Sojuz-U          | 30 października 2011, 10:11:13 | 2 listopada 2011, 11:41                                                                                           | 23 stycznia 2012, 22:09                                                                                           | 82 dni, 10 h, 28 min                                                                                              | 25 stycznia 2012                                                                                                  |
| 54  | Progress M-14M - ISS-46P               | Zaopatrzenie                                              | Sojuz-U          | 25 stycznia 2012, 23:06:40     | 28 stycznia 2012, 00:09                                                                                           | 19 kwietnia 2012, 11:04                                                                                           | 82 dni, 10 h, 55 min                                                                                              | 28 kwietnia 2012                                                                                                  |
| 55  | ATV Edoardo Amaldi - ATV-3             | Zaopatrzenie                                              | Ariane 5ES       | 23 marca 2012, 04:34:04        | 28 marca 2012, 22:31                                                                                              | 28 września 2012, 21:44                                                                                           | 183 dni, 23 h, 13 min                                                                                             | 3 października 2012                                                                                               |
| 56  | Progress M-15M - ISS-47P               | Zaopatrzenie                                              | Soyuz-U          | 20 kwietnia 2012, 12:50:24     | 22 kwietnia 2012, 14:36                                                                                           | 22 lipca 2012, 20:26                                                                                              | 91 dni, 5 h, 50 min                                                                                               | 20 sierpnia 2012                                                                                                  |
| 56  | Progress M-15M - ISS-47P               | Zaopatrzenie                                              | Soyuz-U          | 20 kwietnia 2012, 12:50:24     | 29 lipca 2012, 01:01                                                                                              | 30 lipca 2012, 21:19                                                                                              | 1 dzień, 20 h, 18 min                                                                                             | 20 sierpnia 2012                                                                                                  |
| 57  | Dragon C2+ - CRS SpX-D                 | Zaopatrzenie                                              | Falcon 9 v1.0    | 22 maja 2012, 07:44:38         | 25 maja 2012, 16:02                                                                                               | 31 maja 2012, 08:07                                                                                               | 5 dni, 16 h, 5 min                                                                                                | 31 maja 2012, 15:42 (wodowanie)                                                                                   |
| 58  | HTV-3 - Kounotori 3                    | Zaopatrzenie                                              | H-IIB            | 21 lipca 2012, 02:06:18        | 27 lipca 2012, 14:34                                                                                              | 12 września 2012, 11:50                                                                                           | 46 dni, 21 h, 16 min                                                                                              | 14 września 2012                                                                                                  |
| 59  | Progress M-16M - ISS-48P               | Zaopatrzenie                                              | Soyuz-U          | 1 sierpnia 2012, 19:35:13      | 2 sierpnia 2012, 01:18                                                                                            | 9 lutego 2013, 13:15                                                                                              | 191 dni, 11 h, 57 min                                                                                             | 9 lutego 2013 |
| 60  | Dragon CRS-1 - CRS SpX-1               | Zaopatrzenie                                              | Falcon 9 v1.0    | 7 października 2012, 00:35:00  | 10 października 2012, 13:03                                                                                       | 28 października 2012, 11:19                                                                                       | 17 dni, 22 h, 16 min                                                                                              | 28 października, 19:22 (wodowanie)                                                                                |
| 61  | Progress M-17M - ISS-49P               | Zaopatrzenie                                              | Soyuz-U          | 31 października 2012, 07:41:19 | 31 października 2012, 13:33                                                                                       | 15 kwietnia 2013, 12:02                                                                                           | 165 dni, 22 h, 9 min                                                                                              | 21 kwietnia 2013                                                                                                  |
| 62  | Progress M-18M - ISS-50P               | Zaopatrzenie                                              | Soyuz-U          | 11 lutego 2013, 14:41:46       | 11 lutego 2013, 20:35                                                                                             | 25 lipca 2013, 20:43                                                                                              | 164 dni, 0 h, 8 min                                                                                               | 26 lipca 2013 |
| 63  | Dragon CRS-2 - CRS SpX-2               | Zaopatrzenie                                              | Falcon 9 v1.0    | 1 marca 2013, 15:10:13         | 3 marca 2013, 13:56                                                                                               | 26 marca 2013, 08:10                                                                                              | 22 dni, 18 h, 14 min                                                                                              | 26 marca 2013, 16:34 (wodowanie)                                                                                  |
| 64  | Progress M-19M - ISS-51P               | Zaopatrzenie                                              | Sojuz-U          | 24 kwietnia 2013, 10:12:16     | 26 kwietnia 2013, 12:25                                                                                           | 11 czerwca 2013, 13:58                                                                                            | 46 dni, 1 h, 33 min                                                                                               | 19 czerwca 2013                                                                                                   |
| 65  | ATV Albert Einstein - ATV-4            | Zaopatrzenie                                              | Ariane 5ES       | 5 czerwca 2013, 21:52:11       | 15 czerwca 2013, 14:07                                                                                            | 28 października 2013, 08:55                                                                                       | 134 dni, 18 h, 48 min                                                                                             | 2 listopada 2013                                                                                                  |
| 66  | Progress M-20M - ISS-52P               | Zaopatrzenie                                              | Sojuz-U          | 27 lipca 2013, 20:45:08        | 28 lipca 2013, 02:26                                                                                              | 3 lutego 2014, 16:21                                                                                              | 190 dni, 13 h, 55 min                                                                                             | 11 lutego 2014 |
| 67  | HTV-4 - Kounotori 4                    | Zaopatrzenie                                              | H-IIB            | 3 sierpnia 2013, 19:48:46      | 9 sierpnia 2013, 15:38                                                                                            | 4 września 2013, 12:07                                                                                            | 25 dni, 20 h, 29 min                                                                                              | 7 września 2013                                                                                                   |
| 68  | Cygnus Orb-D1 - CRS Orb-D              | Zaopatrzenie                                              | Antares 110      | 18 września 2013, 14:58:02     | 29 września 2013, 12:44                                                                                           | 22 października 2013, 10:04                                                                                       | 22 dni, 21 h, 20 min                                                                                              | 23 października 2013                                                                                              |
| 69  | Progress M-21M - ISS-53P               | Zaopatrzenie                                              | Soyuz-U          | 25 listopada 2013, 20:53:06    | 29 listopada 2013, 22:30                                                                                          | 23 kwietnia 2014, 08:58                                                                                           | 144 dni, 10 h, 28 min                                                                                             | 9 czerwca 2014 |
| 69  | Progress M-21M - ISS-53P               | Zaopatrzenie                                              | Soyuz-U          | 25 listopada 2013, 20:53:06    | 23 kwietnia 2014, 12:13                                                                                           | 9 czerwca 2014, 13:29                                                                                             | 46 dni, 1 h, 16 min                                                                                               | 9 czerwca 2014 |
| 70  | Cygnus CRS Orb-1 - CRS Orb-1           | Zaopatrzenie                                              | Antares 120      | 9 stycznia 2014, 18:07:05      | 12 stycznia 2014, 13:05                                                                                           | 18 lutego 2014, 10:25                                                                                             | 36 dni, 21 h, 20 min                                                                                              | 19 lutego 2014 |
| 71  | Progress M-22M - ISS-54P               | Zaopatrzenie                                              | Sojuz-U          | 5 lutego 2014, 16:23:32        | 5 lutego 2014, 22:22                                                                                              | 7 kwietnia 2014, 13:58                                                                                            | 60 dni, 15 h, 36 min                                                                                              | 18 kwietnia 2014                                                                                                  |
| 72  | Progress M-23M - ISS-55P               | Zaopatrzenie                                              | Sojuz-U          | 9 kwietnia 2014, 15:26:27      | 9 kwietnia 2014, 21:14                                                                                            | 21 lipca 2014, 21:44                                                                                              | 103 dni, 0 h, 30 min                                                                                              | 31 lipca 2014 |
| 73  | Dragon CRS-3 - CRS SpX-3               | Zaopatrzenie                                              | Falcon 9 v1.1    | 18 kwietnia 2014, 19:25:22     | 20 kwietnia 2014, 14:06                                                                                           | 18 maja 2014, 11:55                                                                                               | 27 dni, 21 h, 49 min                                                                                              | 18 maja 2014, 19:05 (wodowanie)                                                                                   |
| 74  | Cygnus CRS Orb-2 - CRS Orb-2           | Zaopatrzenie                                              | Antares 120      | 13 lipca 2014, 16:52:14        | 16 lipca 2014, 12:53                                                                                              | 15 sierpnia 2014, 09:14                                                                                           | 29 dni, 20 h, 21 min                                                                                              | 17 sierpnia 2014                                                                                                  |
| 75  | Progress M-24M - ISS-56P               | Zaopatrzenie                                              | Sojuz-U          | 23 lipca 2014, 21:44:44        | 24 lipca 2014, 03:31                                                                                              | 27 października 2014, 05:38                                                                                       | 95 dni, 2 h, 7 min                                                                                                | 19 listopada 2014                                                                                                 |
| 76  | ATV Georges Lemaître - ATV-5           | Zaopatrzenie                                              | Ariane 5ES       | 29 lipca 2014, 23:47:38        | 12 sierpnia 2014, 13:30                                                                                           | 14 lutego 2015, 13:42                                                                                             | 186 dni, 0 h, 12 min                                                                                              | 15 lutego 2015 |
| 77  | Dragon CRS-4 - CRS SpX-4               | Zaopatrzenie                                              | Falcon 9 v1.1    | 21 września 2014, 05:52:03     | 23 września 2014, 13:21                                                                                           | 25 października 2014, 12:02                                                                                       | 31 dni, 22 h, 41 min                                                                                              | 25 października 2014, 13:57                                                                                       |
| 78  | Cygnus CRS Orb-3                       | Zaopatrzenie                                              | Antares 130      | 28 października 2014, 22:22:38 | Nie dotarł na orbitę – awaria I stopnia rakiety ok. 15 sekund po starcie, zdalnie zniszczony przez kontrolę lotu. | Nie dotarł na orbitę – awaria I stopnia rakiety ok. 15 sekund po starcie, zdalnie zniszczony przez kontrolę lotu. | Nie dotarł na orbitę – awaria I stopnia rakiety ok. 15 sekund po starcie, zdalnie zniszczony przez kontrolę lotu. | Nie dotarł na orbitę – awaria I stopnia rakiety ok. 15 sekund po starcie, zdalnie zniszczony przez kontrolę lotu. |
| 79  | Progress M-25M – ISS-57P               | Zaopatrzenie                                              | Sojuz-2.1a       | 29 października 2014, 07:09:43 | 29 października 2014, 13:08                                                                                       | 25 kwietnia 2015, 06:41                                                                                           | 177 dni, 17 h, 33 min                                                                                             | 26 kwietnia 2015                                                                                                  |
| 80  | Dragon CRS-5 – CRS SpX-5               | Zaopatrzenie                                              | Falcon 9 v1.1    | 10 stycznia 2015, 09:47:10     | 12 stycznia 2015, 13:54                                                                                           | 10 lutego 2015, 17:11                                                                                             | 29 dni, 3 h, 17 min                                                                                               | 11 lutego 2015 |
| 81  | Progress M-26M – ISS-58P               | Zaopatrzenie                                              | Sojuz-U          | 17 lutego 2015, 11:00:17       | 17 lutego 2015, 16:57                                                                                             | 14 sierpnia 2015, 10:19                                                                                           | 177 dni, 17 h, 22 min                                                                                             | 14 sierpnia 2015                                                                                                  |
| 82  | Dragon CRS-6 – CRS SpX-6               | Zaopatrzenie                                              | Falcon 9 v1.1    | 14 kwietnia 2015, 20:10:41     | 17 kwietnia 2015, 13:29                                                                                           | 21 maja 2015, 09:29                                                                                               | 33 dni, 20 h, 0 min                                                                                               | 21 maja 2015 |
| 83  | Progress M-27M – ISS-59P               | Zaopatrzenie                                              | Sojuz-2.1a       | 28 kwietnia 2015, 07:09:30     | Osiągnął niską orbitę, utrata kontroli, nie dotarł na ISS                                                         | Osiągnął niską orbitę, utrata kontroli, nie dotarł na ISS                                                         | Osiągnął niską orbitę, utrata kontroli, nie dotarł na ISS                                                         | Osiągnął niską orbitę, utrata kontroli, nie dotarł na ISS                                                         |
| 84  | Dragon CRS-7 – CRS SpX-7               | Zaopatrzenie, pierścień łącznikowy IDA                    | Falcon 9 v1.1    | 28 czerwca 2015, 14:21:11      | Wyciek i utrata ciśnienia w 139. sekundzie lotu i późniejszy rozpad; nie dotarł na ISS                            | Wyciek i utrata ciśnienia w 139. sekundzie lotu i późniejszy rozpad; nie dotarł na ISS                            | Wyciek i utrata ciśnienia w 139. sekundzie lotu i późniejszy rozpad; nie dotarł na ISS                            | Wyciek i utrata ciśnienia w 139. sekundzie lotu i późniejszy rozpad; nie dotarł na ISS                            |
| 85  | Progress M-28M – ISS-60P               | Zaopatrzenie                                              | Sojuz-U          | 3 lipca 2015, 04:55:48         | 5 lipca 2015, 07:11                                                                                               | 19 grudnia 2015, 07:35                                                                                            | 151 dni, 0 h, 24 min                                                                                              | 19 grudnia 2015                                                                                                   |
| 86  | HTV-5 - Kounotori 5                    | Zaopatrzenie                                              | H-IIB            | 19 sierpnia 2015, 11:50:49     | 24 sierpnia 2015, 14:02                                                                                           | 28 września 2015, 16:53                                                                                           | 34 dni, 23 h, 25 min                                                                                              | 28 września 2015                                                                                                  |
| 87  | Progress M-29M – ISS-61P               | Zaopatrzenie                                              | Sojuz-U          | 1 października 2015, 16:49:48  | 1 października 2015, 22:54                                                                                        | 30 marca 2016, 14:14                                                                                              | 171 dni, 15 h, 20 min                                                                                             | 8 kwietnia 2016                                                                                                   |
| 88  | Cygnus CRS OA-4 - CRS Orb-4            | Zaopatrzenie                                              | Atlas V 401      | 6 grudnia 2015, 21:44:57       | 9 grudnia 2015, 14:14                                                                                             | 19 lutego 2016, 12:25                                                                                             | 71 dni, 22 h, 11 min                                                                                              | 20 lutego 2016 |
| 89  | Progress MS-01 – ISS-62P               | Zaopatrzenie                                              | Sojuz-2.1a       | 21 grudnia 2015, 08:44:39      | 23 grudnia 2015, 10:27                                                                                            | 3 lipca 2016, 03:48                                                                                               | 182 dni, 18 h, 21 min                                                                                             | 3 lipca 2016 |
| 90  | Cygnus CRS OA-6 - CRS Orb-6            | Zaopatrzenie                                              | Atlas V 401      | 23 marca 2016, 03:05:52        | 26 marca 2016, 14:52                                                                                              | 14 czerwca 2016, 11:43                                                                                            | 74 dni, 21 h, 51 min                                                                                              | 22 czerwca 2016                                                                                                   |
| 91  | Progress MS-02 – ISS-63P               | Zaopatrzenie                                              | Sojuz-2.1a       | 31 marca 2016, 16:23:57        | 2 kwietnia 2016, 17:58                                                                                            | 14 października 2016, 09:38                                                                                       | 195 dni, 15h, 40 min                                                                                              | 14 października 2016 13:39                                                                                        |
| 92  | Dragon CRS-8 – CRS SpX-8               | Zaopatrzenie                                              | Falcon 9 FT      | 8 kwietnia 2016, 20:43:31      | 10 kwietnia 2016, 13:57                                                                                           | 11 maja 2016, 10:02                                                                                               | 30 dni, 20 h, 5 min                                                                                               | 11 maja 2016, 18:31 (wodowanie)                                                                                   |
| 93  | Progress MS-03 – ISS-64P               | Zaopatrzenie                                              | Sojuz-U          | 16 lipca 2016, 21:41:45        | 19 lipca 2016, 00:20                                                                                              | 31 stycznia 2017, 14:25                                                                                           | 196 dni, 14 h, 5 min                                                                                              | 31 stycznia 2017                                                                                                  |
| 94  | Dragon CRS-9 – CRS SpX-9               | Zaopatrzenie, pierścień łącznikowy IDA                    | Falcon 9 FT      | 18 lipca 2016, 04:45:29        | 20 lipca 2016, 14:03                                                                                              | 25 sierpnia 2016, 21:00                                                                                           | 36 dni, 6 h, 57 min                                                                                               | 26 sierpnia 2016 15:47 (wodowanie)                                                                                |
| 95  | Cygnus CRS OA-5 - CRS Orb-5            | Zaopatrzenie                                              | Antares 230      | 17 października 2016, 23:45:40 | 23 października 2016, 14:53                                                                                       | 21 listopada 2016, 11:40                                                                                          | 28 dni, 20 h, 27 min                                                                                              | 27 listopada 2016 23:36                                                                                           |
| 96  | Progress MS-04 – ISS-65P               | Zaopatrzenie                                              | Sojuz-U          | 1 grudnia 2015, 14:51:45       | Awaria trzeciego stopnia rakiety w 383. sekundzie lotu, nie dotarł na ISS                                         | Awaria trzeciego stopnia rakiety w 383. sekundzie lotu, nie dotarł na ISS                                         | Awaria trzeciego stopnia rakiety w 383. sekundzie lotu, nie dotarł na ISS                                         | Awaria trzeciego stopnia rakiety w 383. sekundzie lotu, nie dotarł na ISS                                         |
| 97  | HTV-6 - Kounotori 6                    | Zaopatrzenie                                              | H-IIB            | 9 grudnia 2016, 13:26:47       | 13 grudnia 2016, 13:54                                                                                            | 27 stycznia 2017, 10:59 (odcumowanie), 15:45 (wypuszczenie)                                                       | 44 dni, 21 h, 3 min                                                                                               | 5 lutego 2017 15:06 (wodowanie)                                                                                   |
| 98  | Dragon CRS-10 - CRS SpX-10             | Zaopatrzenie, instrumenty badawcze SAGE 3-ISS oraz STP-H5 | Falcon 9 FT      | 19 lutego 2017, 14:39          | 23 lutego 2017, 10:44 (przechwycenie) 13:12 (przyłączenie)                                                        | 19 marca 2017, 05:30 (odcumowanie) 09:11 (wypuszczenie)                                                           | 23 dni, 16 h, 18 min                                                                                              | 19 marca 2017 14:46 (wodowanie)                                                                                   |
| 99  | Progress MS-05 - ISS-66P               | Zaopatrzenie                                              | Sojuz-U          | 22 lutego 2017, 05:58          | 24 lutego 2017, 08:34                                                                                             | 20 lipca 2017, 17:46                                                                                              | 146 dni, 9 h, 12 min                                                                                              | 20 lipca 2017, ~21:41                                                                                             |
| 100 | Cygnus CRS OA-7 – CRS Orb-7            | Zaopatrzenie                                              | Atlas V 401      | 18 kwietnia 2017, 15:11        | 22 kwietnia 2017, 10:05 (przechwycenie) 12:39 (przyłączenie)                                                      | 4 czerwca 2017, 11:05 (odcumowanie) 13:10 (wypuszczenie)                                                          | 42 dni, 22 h, 26 min                                                                                              | 11 czerwca 2017, 17:08                                                                                            |
| 101 | Dragon CRS-11 - CRS SpX-11             | Zaopatrzenie                                              | Falcon 9 FT      | 3 czerwca 2017, 21:07          | 5 czerwca 2017, 13:52 (przechwycenie) 16:07 (przyłączenie)                                                        | 2 lipca 2017, ~18:00 (odcumowanie) 3 lipca 2017, 6:41 (wypuszczenie)                                              | 27 dni, 14 h, 34 min                                                                                              | 3 lipca 2017, 12:12 (wodowanie)                                                                                   |
| 102 | Progress MS-06 - ISS-67P               | Zaopatrzenie                                              | Sojuz-2.1a       | 14 czerwca 2017, 09:20:13      | 16 czerwca 2017, 11:37                                                                                            | 28 grudnia 2017, 01:03:30                                                                                         | 194 dni, 13 h, 26 min                                                                                             | 28 grudnia 2017                                                                                                   |
| 103 | Dragon CRS-12 - CRS SpX-12             | Zaopatrzenie                                              | Falcon 9 FT      | 14 sierpnia 2017, 16:31:00     | 16 sierpnia 2017, 10:52 (przechwycenie) 13:07 (przyłączenie)                                                      | 16 września 2017, (odcumowanie) 17 września 2017, 08:40 (wypuszczenie)                                            | 31 dni, 21 h, 48 min                                                                                              | 17 września 2017, 14:14 (wodowanie)                                                                               |
| 104 | Progress MS-07 - ISS-68P               | Zaopatrzenie                                              | Sojuz-2.1a       | 14 października 2017, 08:46    | 16 października 2017, 11:04                                                                                       | 28 marca 2018, 13:50                                                                                              | 163 dni, 13 h, 50 min                                                                                             | 26 kwietnia 2018                                                                                                  |
| 105 | Cygnus CRS OA-8 – CRS Orb-8E           | Zaopatrzenie                                              | Antares 230      | 12 listopada 2017, 12:20       | 14 listopada 2017, 10:04                                                                                          | 5 grudnia 2017, 17:52 (odcumowanie) 6 grudnia 2017, 13:11 (wypuszczenie)                                          | 22 dni, 3 h, 7 min                                                                                                | 18 grudnia 2017, 12:54                                                                                            |
| 106 | Dragon CRS-13 - CRS SpX-13             | Zaopatrzenie                                              | Falcon 9         | 15 grudnia 2017, 15:36:00      | 17 grudnia 2017, 10:57 (przechwycenie) 13:26 (przyłączenie)                                                       | 12 stycznia 2018, 10:47 (odcumowanie) 13 stycznia 2018, 09:58 (wypuszczenie)                                      | 26 dni, 23 h, 1 min                                                                                               | 13 stycznia 2018, 15:37 (wodowanie)                                                                               |
| 107 | Progress MS-08 - ISS-69P               | Zaopatrzenie                                              | Sojuz-2.1a       | 13 lutego 2018, 08:13:33       | 15 lutego 2018, 10:38                                                                                             | 23 sierpnia 2018, 02:16                                                                                           | 188 dni, 15 h, 38 min                                                                                             | 30 sierpnia 2018                                                                                                  |
| 108 | Dragon CRS-14 - CRS SpX-14             | Zaopatrzenie                                              | Falcon 9         | 2 kwietnia 2018, 20:30:38      | 4 kwietnia 2018, 10:40 (przechwycenie) 13:00 (przyłączenie)                                                       | 5 maja 2018, ~05:30 (odcumowanie) 13:23 (wypuszczenie)                                                            | 31 dni, 23 min | 5 maja 2018, 19:03 (wodowanie)                                                                                    |
| 109 | Cygnus CRS OA-9 – CRS Orb-9E           | Zaopatrzenie                                              | Antares 230      | 21 maja 2018, 08:44:06         | 24 maja 2018, 09:26 (przechwycenie) 12:13 (przyłączenie)                                                          | 15 lipca 2018, 10:20 (odcumowanie) 12:37 (wypuszczenie)                                                           | 55 dni, 3 h, 53 min                                                                                               | 30 lipca 2018, 09:17                                                                                              |
| 110 | Dragon CRS-15 - CRS SpX-15             | Zaopatrzenie                                              | Falcon 9         | 29 czerwca 2018, 09:42:42      | 2 lipca 2018, 10:54 (przechwycenie) 13:50 (przyłączenie)                                                          | 3 sierpnia 2018 (odcumowanie) 3 sierpnia 2018, 16:38 (wypuszczenie)                                               | 32 dni, 5 h, 44 min                                                                                               | 3 sierpnia 2018, 22:17 (wodowanie)                                                                                |
| 111 | Progress MS-09 - ISS-70P               | Zaopatrzenie                                              | Sojuz-2.1a       | 9 lipca 2018, 21:51:33         | 10 lipca 2018, 01:31                                                                                              | 25 stycznia 2019, 12:55                                                                                           | 199 dni, 11 h, 24 min                                                                                             | 25 stycznia 2019                                                                                                  |
| 112 | HTV-7 - Kounotori 7                    | Zaopatrzenie                                              | H-IIB            | 22 września 2018, 17:52:27     | 27 września 2018, 11:36 (przechwycenie) 12:00 (przyłączenie)                                                      | 6 listopada 2018, 23:32 (odcumowanie) 7 listopada 2018, 16:50 (wypuszczenie)                                      | 40 dni, 11 h, 32 min                                                                                              | 10 listopada 2018                                                                                                 |
| 113 | Progress MS-10 - ISS-71P               | Zaopatrzenie                                              | Sojuz-FG         | 16 listopada 2018, 18:14:08    | 18 listopada 2018, 19:28                                                                                          | 4 czerwca 2019, 08:40                                                                                             | 197 dni, 13 h, 12 min                                                                                             | 4 czerwca 2019 |
| 114 | Cygnus NG-10 – CRS NG-10E              | Zaopatrzenie                                              | Antares 230      | 17 listopada 2018, 09:01:31    | 19 listopada 2018, 10:28 (przechwycenie) 12:31 (przyłączenie)                                                     | 8 lutego 2019, 14:37 (odcumowanie) 16:16 (wypuszczenie)                                                           | 81 dni, 3 h, 45 min                                                                                               | 25 lutego 2019, 09:05                                                                                             |
| 115 | Dragon CRS-16 - CRS SpX-16             | Zaopatrzenie                                              | Falcon 9         | 5 grudnia 2018, 18:16          | 8 grudnia 2018, 12:21 (przechwycenie) 15:36 (przyłączenie)                                                        | 13 stycznia 2019, 20:00 (odcumowanie) 23:33 (wypuszczenie)                                                        | 36 dni, 7 h, 57 min                                                                                               | 14 stycznia 2019, 05:10 (wodowanie)                                                                               |
| 116 | Dragon 2 SpaceX DM-1 - SpX-DM1         | Lot testowy                                               | Falcon 9         | 2 marca 2019, 07:49            | 3 marca 2019, 10:51                                                                                               | 8 marca 2019, 07:30                                                                                               | 4 dni, 20 h, 39 min                                                                                               | 8 marca 2019, 13:45:08 (wodowanie)                                                                                |
| 117 | Progress MS-11 - ISS-72P               | Zaopatrzenie                                              | Sojuz-2.1a       | 4 kwietnia 2019, 11:01:35      | 4 kwietnia 2019, 14:22                                                                                            | 29 lipca 2019, 10:44                                                                                              | 115 dni, 23 h, 43 min                                                                                             | 29 lipca 2019 |
| 118 | Cygnus NG-11 – CRS NG-11E              | Zaopatrzenie                                              | Antares 230      | 17 kwietnia 2019, 20:46:07     | 19 kwietnia 2019, 09:28 (przechwycenie) 11:31 (przyłączenie)                                                      | 6 sierpnia 2019, 13:30 (odcumowanie) 16:15 (wypuszczenie)                                                         | 109 dni, 6 h, 47 min                                                                                              | 6 grudnia 2019, 15:28                                                                                             |
| 119 | Dragon CRS-17 - CRS SpX-17             | Zaopatrzenie                                              | Falcon 9 Block 5 | 4 maja 2019, 06:48             | 6 maja 2019, 11:04 (przechwycenie) 13:33 (przyłączenie)                                                           | 3 czerwca 2019 (odcumowanie) 3 czerwca 2019, 16:01 (wypuszczenie)                                                 | 28 dni, 2 h, 28 min                                                                                               | 3 czerwca 2019, 21:10 (wodowanie)                                                                                 |
| 120 | Dragon CRS-18 - CRS SpX-18             | Zaopatrzenie                                              | Falcon 9 Block 5 | 25 lipca 2019, 22:01:56        | 27 lipca 2019, 13:11 (przechwycenie) 16:01 (przyłączenie)                                                         | 27 sierpnia 2019, 12:25 (odcumowanie) 14:59 (wypuszczenie)                                                        | 31 d 1 h 48 m | 27 sierpnia, 2019, 20:20 (wodowanie)                                                                              |
| 121 | Progress MS-12 - ISS-73P               | Zaopatrzenie                                              | Sojuz-2.1a       | 31 lipca 2019, 12:10:46        | 31 lipca 2019, 15:29                                                                                              | 29 listopada 2019, 10:25                                                                                          | 120 d 18 h 56 m                                                                                                   | |
| 122 | Sojuz MS-14 - ISS-60S                  | Lot testowy                                               | Sojuz-2.1a       | 22 sierpnia 2019, 03:38:32     | 27 sierpnia 2019, 03:08                                                                                           | 6 września 2019, 18:14                                                                                            | 10 d 15 h 6 m | |
| 123 | HTV-8 - Kounotori 8                    | Zaopatrzenie                                              | H-IIB            | 24 września 2019, 16:05:05     | 28 września 2019, 14:09                                                                                           | 1 listopada 2019, 17:29                                                                                           | 34 d 34 h 12 m | 3 listopada 2019                                                                                                  |
| 124 | Cygnus NG-12 – CRS NG-12E              | Zaopatrzenie                                              | Antares 230+     | 2 listopada 2019, 13:59:47     | 4 listopada 2019, 09:10                                                                                           | 31 stycznia 2020, 13:10                                                                                           | 88 d 4 h | |
| 125 | Dragon CRS-19 - CRS SpX-19             | Zaopatrzenie                                              | Falcon 9 Block 5 | 5 grudnia 2019, 17:29:24       | 8 grudnia 2019, 12:47                                                                                             | 7 stycznia 2020                                                                                                   | 29 d 19 h 54 m | 7 stycznia 2020                                                                                                   |
| 126 | Progress MS-13 - ISS-74P               | Zaopatrzenie                                              | Sojuz-2.1a       | 6 grudnia 2019, 09:34:24       | 9 grudnia 2019, 10:35                                                                                             | 8 lipiec 2020, 18:22                                                                                              | 212 d 7 h 48 m | |
| 127 | Boeing CST-100                         | Lot testowy                                               | Atlas V N22      | 20 grudnia 2019, 11:36:43      | Nie dotarł na ISS                                                                                                 | Nie dotarł na ISS                                                                                                 | Nie dotarł na ISS                                                                                                 | 22 grudnia 2019, 11:36                                                                                            |
| 128 | Cygnus NG-13 – CRS NG-13E              | Zaopatrzenie                                              | Antares 230+     | 15 lutego 2020, 20:21:01       | 18 lutego 2020, 11:16                                                                                             | 11 maja 2020, 16:09                                                                                               | 83 d 4 h 53 m | 29 maja 2020 |
| 129 | Dragon CRS-20 - CRS SpX-20             | Zaopatrzenie                                              | Falcon 9 Block 5 | 5 marca 2020, 04:52:46         | 9 marca 2020, 10:25                                                                                               | 7 kwietnia 2020, 13:06                                                                                            | 29 d 2 h 41 m | 7 kwietnia 2020                                                                                                   |
| 130 | Progress MS-14 - ISS-75P               | Zaopatrzenie                                              | Sojuz-2.1a       | 25 kwietnia 2020, 01:51:41     | 25 kwietnia 2020, 05:12                                                                                           | 27 kwietnia 2021, 23:11                                                                                           | 367 d 14 h 59 m                                                                                                   | |
| 131 | HTV-9 - Kounotori 9                    | Zaopatrzenie                                              | H-IIB            | 20 maja 2020, 17:31:05         | 25 maja 2020, 14:46                                                                                               | 18 sierpnia 2020, 17:36                                                                                           | 85 d 5 h 24 m | 20 sierpnia 2020                                                                                                  |
| 132 | Progress MS-15 - ISS-76P               | Zaopatrzenie                                              | Sojuz-2.1a       | 23 lipca 2020, 14:26:21        | 23 lipca 2020, 17:45                                                                                              | 9 lutego 2021, 05:21                                                                                              | 200 d 11 h 36 m                                                                                                   | 9 lutego 2021 |
| 133 | Cygnus NG-14 – CRS NG-14E              | Zaopatrzenie                                              | Antares 230+     | 3 października 2020, 01:16:14  | 5 października 2020, 12:01                                                                                        | 6 stycznia 2021, 15:11                                                                                            | 93 d 3 h 10 m | 26 stycznia 2021                                                                                                  |
| 134 | Dragon 2 CRS-21 - CRS SpX-21           | Zaopatrzenie                                              | Falcon 9 Block 5 | 6 grudnia 2020, 16:17:46       | 7 grudnia 2020, 18:40                                                                                             | 12 stycznia 2021, 14:05                                                                                           | 35 d 19 h 25 m | 14 stycznia, 01:26 (wodowanie)                                                                                    |
| 135 | Progress MS-16 - ISS-77P               | Zaopatrzenie                                              | Sojuz-2.1a       | 15 lutego 2021, 04:45:06       | 17 lutego 2021, 06:26                                                                                             | 26 lipiec 2021, 10:55                                                                                             | 159 d 4 h 28 m | |
| 136 | Cygnus NG-15 - CRS NG-15E              | Zaopatrzenie                                              | Antares 230+     | 20 lutego 2021, 17:36:50       | 22 lutego 2021, 09:38 (przechwycenie), 12:16 (przyłączenie)                                                       | 29 czerwca 2021, 13:13                                                                                            | 127 d 1h 4m | |
| 137 | CRS-22 - CRS SpX-22                    | Zaopatrzenie                                              | Falcon 9 Block 5 | 3 czerwca 2021, 17:29:15       | 5 czerwca 2021, 09:09                                                                                             | 8 lipca 2021, 14:45                                                                                               | 33 d 5 h 36 m | 10 lipca 2021 (wodowanie)                                                                                         |
| 138 | Progress MS-17 - ISS-78P               | Zaopatrzenie                                              | Sojuz-2.1a       | 29 czerwca 2021, 23:27:20      | 2 lipca 2021, 00:59                                                                                               | 25 listopada 2022                                                                                                 | 146 d 10 h 23 m                                                                                                   | |
| 139 | Nauka                                  | Moduł laboratoryjny                                       | Proton-M         | 21 lipca 2021, 14:58           | 29 lipca 2021, 13:29                                                                                              | | | |
| 140 | Cygnus NG-16 - CRS NG-16               | Zaopatrzenie                                              | Antares 230+     | 10 sierpnia 2021, 22:01        | 12 sierpnia 2021, 10:07                                                                                           | 20 listopada 2021, 13:40                                                                                          | 100 d 5 h 33 m | |
| 141 | CRS-23 - CRS SpX-23                    | Zaopatrzenie                                              | Falcon 9 Block 5 | 29 sierpnia 2021, 07:14        | 30 sierpnia 2021, 14:30                                                                                           | 30 września 2021, 13:12                                                                                           | 30 d 22 h 42 m | |
| 142 | Progress MS-18 - ISS-79P               | Zaopatrzenie                                              | Sojuz-2.1a       | 28 października 2021, 00:00    | 30 października 2021, 01:31                                                                                       | 1 czerwca 2022, 08:03                                                                                             | 214 d 6 h 32 m | |
| 143 |                                        |                                                           |                  |                                | | | | |
| 144 | CRS-24 - CRS SpX-24                    | Zaopatrzenie                                              | Falcon 9 Block 5 | 21 grudnia 2021, 10:07         | 22 grudnia 2021, 08:41                                                                                            | 23 stycznia 2022, 15:40                                                                                           | 32 d 6 h 59 m | |
| 145 | Progress MS-19 - ISS-80P               | Zaopatrzenie                                              | Sojuz-2.1a       | 15 lutego 2022, 04:25          | 17 lutego 2022, 07:13                                                                                             | 23 października 2022, 22:45                                                                                       | 248 d 3h 42m | |
| 146 | Cygnus NG-17 - CRS NG-17               | Zaopatrzenie                                              | Antares 230+     | 19 lutego 2022, 17:40          | 21 lutego 2022, 12:02                                                                                             | 28 czerwca 2022, 07:00                                                                                            | 126 d 18 h 58 m                                                                                                   | |
| 147 | Boeing Orbital Flight Test 2- Boe-OFT2 | Lot testowy                                               | Atlas V N22      | 19 maja 2022, 22:54            | 21 maja 2022, 00:28                                                                                               | | | |
| 148 | Progress MS-20 - ISS-81P               | Zaopatrzenie                                              | Sojuz-2.1a       | 3 czerwca 2022, 09:32          | 3 czerwca 2022, 13:02                                                                                             | 7 lutego 2023, 04:56                                                                                              | 248 d 15h 54m | |
| 149 | CRS-25 - CRS SpX-25                    | Zaopatrzenie                                              | Falcon 9 Block 5 | 15 lipca 2022, 00:44           | 16 lipca 2022, 15:21                                                                                              | 19 sierpnia 2022, 15:05                                                                                           | 33 d 23h 44m | 20 sierpnia 2022, 18:53                                                                                           |
| 150 | Progress MS-21 - ISS-82P               | Zaopatrzenie                                              | Sojuz-2.1a       | 26 października 2022 00:20     | 28 października 2022, 02:49                                                                                       | 18 lutego 2023, 02:26                                                                                             | 112 d 7h 48m | |
| 151 | Cygnus NG-18 - CRS NG-18               | Zaopatrzenie                                              | Antares 230+     | 7 listopada 2022, 10:32        | 9 listopada 2022, 13:05                                                                                           | 21 kwietnia 2023, 08:37                                                                                           | 162 d 19 h 32 m                                                                                                   | |
| 152 | CRS-26 - CRS SpX-26                    | Zaopatrzenie                                              | Falcon 9 Block 5 | 26 listopada 2022, 19:20       | 27 listopada 2022, 12:39                                                                                          | 9 stycznia 2023, 22:05                                                                                            | 43 d 9 h 26 m | 11 stycznia 2023, 10:19                                                                                           |
| 153 | Progress MS-22 - ISS-83P               | Zaopatrzenie                                              | Sojuz-2.1a       | 9 lutego 2023, 06:15           | 11 lutego 2023, 08:45                                                                                             | 20 sierpnia 2023, 23:50                                                                                           | 190 d 15 h 5 m | |
| 154 | Sojuz MS-23 - ISS-69S                  | Zaopatrzenie/powrót załogowy                              | Sojuz-2.1a       | 24 lutego 2023, 00:24          | 26 lutego 2023, 00:58                                                                                             | 27 września 2023, 7:15                                                                                            | 213 d 6 h 7 m | |
| 155 | CRS-27 - CRS SpX-27                    | Zaopatrzenie                                              | Falcon 9 Block 5 | 15 marca 2023, 00:30           | 16 marca 2023, 11:52                                                                                              | 15 kwietnia 2023, 15:05                                                                                           | 30 d 3 h 34 m | 15 kwietnia 2023, 20:58 (wodowanie)                                                                               |
| 156 | Progress MS-23 - ISS-84P               | Zaopatrzenie                                              | Sojuz-2.1a       | 24 maja 2023, 12:56            | 24 maja 2023, 16:19                                                                                               | 29 listopada 2023, 07:55                                                                                          | 188 d 15 h 36 m                                                                                                   | |
| 157 | CRS-28 - CRS SpX-28                    | Zaopatrzenie                                              | Falcon 9 Block 5 | 5 czerwca 2023, 15:47          | 6 czerwca 2023, 12:28                                                                                             | 29 czerwca 2023, 16:30                                                                                            | 23 d 6 h 36 m | 30 czerwca 2023, 14:30 (wodowanie)                                                                                |
| 158 | Cygnus NG-19 - CRS NG-19               | Zaopatrzenie                                              | Antares 230+     | 2 sierpnia 2023,00:31          | 4 sierpnia 2023, 12:28                                                                                            | 22 grudnia 2023, 10:00                                                                                            | 139 d 21 h 32 m                                                                                                   | |
| 159 | Progress MS-24 - ISS-85P               | Zaopatrzenie                                              | Sojuz-2.1a       | 23 sierpnia 2023, 01:08        | 25 sierpnia 2023, 03:50                                                                                           | 13 lutego 2024, 02:09                                                                                             | 171 d 22 h 19 m                                                                                                   | |
| 160 | CRS-29 - CRS SpX-29                    | Zaopatrzenie                                              | Falcon 9 Block 5 | 10 listopada 2023, 01:28       | 11 listopada 2023, 10:07                                                                                          | 21 grudnia 2023, 22:05                                                                                            | 40 d 11 h 58 m | 22 grudnia 2023, 17:33 (wodowanie)                                                                                |
| 161 | Progress MS-25 - ISS-86P               | Zaopatrzenie                                              | Sojuz-2.1a       | 1 grudnia 2023, 09:25          | 3 grudnia 2023, 11:15                                                                                             | 29 maja 2024, 08:39                                                                                               | 177 d 21 h 24 m                                                                                                   | |
| 162 | Cygnus NG-20 - CRS NG-20               | Zaopatrzenie                                              | Falcon 9 Block 5 | 30 stycznia 2024, 17:07        | 1 lutego 2024, 12:14                                                                                              | 12 lipiec 2024.                                                                                                   | 161 d 18 h 30 m                                                                                                   | |
| 163 | Progress MS-26 - ISS-87P               | Zaopatrzenie                                              | Sojuz-2.1a       | 15 lutego 2024, 03:25          | 17 lutego 2024, 06:12                                                                                             | 13 sierpnia 2024, 02:00                                                                                           | 177 d 19 h 48 m                                                                                                   | |
| 164 | CRS-30 - CRS SpX-30                    | Zaopatrzenie                                              | Falcon 9 Block 5 | 21 marca 2024, 20:55           | 23 marca 2024, 11:30                                                                                              | 28 kwietnia 2024, 17:10                                                                                           | 36 d 5 h 40 m | 30 kwietnia 2024, 05:38 (wodowanie)                                                                               |
| 165 | Progress MS-27 - ISS-88P               | Zaopatrzenie                                              | Sojuz-2.1a       | 30 maja 2024, 09:42            | 1 czerwca 2024, 11:43                                                                                             | 19 listopada 2024, 12:53                                                                                          | 171 d 1 h 10 m | |
| 166 | Cygnus NG-21 - CRS NG-21               | Zaopatrzenie                                              | Falcon 9 Block 5 | 4 sierpnia 2024, 11:02         | 6 sierpnia 2024, 9:33                                                                                             | 28 marca 2025, 8:50                                                                                               | 233 d 23 h 17 m                                                                                                   | |
| 167 | Progress MS-28 - ISS-89P               | Zaopatrzenie                                              | Sojuz-2.1a       | 15 sierpnia 2024, 03:20        | 17 sierpnia 2024, 05:53                                                                                           | 25 lutego 2025, 23:23                                                                                             | 192 d 17 h 30 m                                                                                                   | |
| 168 | CRS-31 - CRS SpX-31                    | Zaopatrzenie                                              | Falcon 9 Block 5 | 5 listopada 2024, 02:29        | 5 listopada 2024, 14:52                                                                                           | 16 grudnia 2024, 16:05                                                                                            | 42 d 3 h 12 m | 17 grudnia 2024, 18:39 (wodowanie)                                                                                |
| 169 | Progress MS-29 - ISS-90P               | Zaopatrzenie                                              | Sojuz-2.1a       | 21 listopada 2024, 12:22       | 23 listopada 2024, 14:40                                                                                          | | | |
| 170 | Progress MS-30 - ISS-91P               | Zaopatrzenie                                              | Sojuz-2.1a       | 27 lutego 2025, 21:54          | 1 marca 2025. 23:04                                                                                               | | | |
| 171 | CRS-32 - CRS SpX-32                    | Zaopatrzenie                                              | Falcon 9 Block 5 | 21 kwietnia 2025, 08:15        | 22 kwietnia 2025, 12:20                                                                                           | 23 maja 2025, 16:05                                                                                               | 31 d 3h 45 m | |
| 172 | Progress MS-31 - ISS-92P               | Zaopatrzenie                                              | Sojuz-2.1a       | 3 lipca 2025,                  | | | | |
| 173 |                                        |                                                           |                  |                                | | | | |
|     | Pojazd kosmiczny                       | Misja                                                     | Rakieta nośna    | Start                          | Połączenie z ISS                                                                                                  | Odłączenie od ISS                                                                                                 | Czas dokowania | Deorbitacja |